# Спортивна гімнастика на літніх Олімпійських іграх 2016 — абсолютна першість (жінки)
Змагання зі спортивної гімнастики в абсолютній першості серед жінок на літніх Олімпійських іграх 2016 відбудуться 10 серпня на Олімпійській арені Ріо. В змаганнях візьмуть участь 24 спортсменки з 14-ти країн (обмеження не більш як 2 гімнастки на країну).

## Призери
| Золото             | Срібло            | Бронза               |
| Сімона Байлс (USA) | Елі Рейсмен (USA) | Алія Мустафіна (RUS) |

## Розклад змагань
Час місцевий (UTC−3)
| Дата             | Час   | Стадія       |
| ---------------- | ----- | ------------ |
| Неділя 7 серпня  | 10:30 | Кваліфікація |
| Четвер 11 серпня | 16:00 | Фінал        |

## Кваліфікаційний раунд
7 серпня відбувся кваліфікаційний раунд, за результатами якого визначились учасниці фіналів у багатоборстві та окремих вправах. В абсолютному заліку у фінал вийшло 24 спортсменки. За регламентом у фіналі можуть брати участь не більш як 2 учасниці від однієї країни. Тож якщо до 24-х перших місць потрапила третя спортсменка від однієї країни, то замість неї у фінал вийшла наступна за оцінкою учасниця від іншого НОК. Перше місце в кваліфікації посіла гімнастка від США Сімона Байлс з оцінкою 62.366.

### Результати
| Місце | Гімнастка                | Опорний стрибок | Різновисокі бруси | Колода | Вільні вправи | Загалом (сума) |
| ----- | ------------------------ | --------------- | ----------------- | ------ | ------------- | -------------- |
| 1     | Сімона Байлс (USA)       | 15.866          | 14.966            | 15.433 | 15.933        | 62.198         |
| 2     | Елі Рейсмен (USA)        | 15.633          | 14.166            | 14.866 | 15.433        | 60.098         |
| 3     | Алія Мустафіна (RUS)     | 15.200          | 15.666            | 13.866 | 13.933        | 58.665         |
| 4     | Шан Чуньсун (CHN)        | 13.883          | 15.233            | 14.833 | 14.600        | 58.549         |
| 5     | Елізабет Блек (CAN)      | 14.866          | 14.500            | 14.566 | 14.366        | 58.298         |
| 6     | Ван Янь (CHN)            | 14.733          | 13.733            | 14.666 | 14.900        | 58.032         |
| 7     | Джессіка Лопес (VEN)     | 14.833          | 15.100            | 13.800 | 14.233        | 57.966         |
| 8     | Асука Терамото (JPN)     | 15.100          | 14.566            | 14.266 | 14.033        | 57.965         |
| 9     | Ейтора Торсдоттір (NED)  | 14.833          | 14.200            | 14.066 | 14.533        | 57.632         |
| 10    | Джулія Штайнгрубер (SUI) | 15.366          | 13.800            | 13.666 | 14.733        | 57.565         |
| 11    | Ребека Андраде (BRA)     | 15.566          | 14.033            | 13.600 | 13.766        | 56.965         |
| 12    | Карлотта Ферліто (ITA)   | 14.733          | 14.100            | 14.000 | 14.125        | 56.958         |
| 13    | Елісса Дауні (GBR)       | 15.100          | 13.783            | 13.700 | 14.300        | 56.883         |
| 14    | Маї Муракамі (JPN)       | 14.866          | 13.766            | 13.900 | 14.133        | 56.665         |
| 15    | Марін Бреве (FRA)        | 14.166          | 14.300            | 14.133 | 14.000        | 56.599         |
| 16    | Ванесса Феррарі (ITA)    | 14.633          | 14.033            | 13.800 | 14.075        | 56.541         |
| 17    | Елізабет Зайц (GER)      | 14.100          | 15.233            | 13.200 | 13.833        | 56.366         |
| 18    | Ізабела Онишко (CAN)     | 13.933          | 14.166            | 14.366 | 13.900        | 56.365         |
| 19    | Ніна Дервел (BEL)        | 13.966          | 15.300            | 13.300 | 13.733        | 56.299         |
| 20    | Ліке Веверс (NED)        | 14.066          | 14.600            | 13.066 | 14.133        | 55.865         |
| 21    | Луїза Ванхіль (FRA)      | 14.000          | 14.233            | 13.200 | 13.233        | 54.666         |
| 22    | Седа Тутхалян (RUS)      | 14.866          | 15.033            | 13.800 | 10.966        | 54.665         |
| 23    | Софі Шедер (GER)         | 14.033          | 13.950            | 12.666 | 13.258        | 53.907         |
| 24    | Жаде Барбоза (BRA)       | 1               | 1                 | 13.700 | 7.500         | DNF            |

1. ↑  Бразильська федерація замінила Флавію Сарайву на Жаде Барбозу, щоб Сарайва могла сконцентруватися на підготовці до фіналу на колоді. Барбоза відмовилась від подальшої боротьби після травми у вільних вправах.